# 邦納 (內布拉斯加州)
邦納（英語：Bonner）是位於美國內布拉斯加州莫勒爾縣的非建制地區。

## 地理
邦納所處的海拔為高於海平面1269米（即4164英呎），而該地所採用的時區為UTC-7，即北美山地時區（MST）。同時該地設有夏令時間，為UTC-7調快一小時，即UTC-6（MDT）。